# Zbigniew Stemplowski
Zbigniew Stemlowski (ur. 3 stycznia 1941 w Słotwinie Mizuńskiej, zm. 19 lipca 2019) – polski pianista, klawiszowiec, hammondzista.

## Życiorys
Latem 1945 roku w wieku zaledwie czterech lat, przyjechał wraz z rodziną i bratem Ryszardem z Kresów Wschodnich na Ziemie Odzyskane. Od 7 roku życia grał – początkowo na małej harmonii, a później na akordeonie. Występował na akademiach szkolnych i jak powiedział jego brat: Potrafił uciec z domu i włączyć się do orkiestry w cyrku. W okresie, gdy był uczniem szkoły średniej, już jako pianista jazzowy, liderował pierwszej orkiestrze jazzowej w Bydgoszczy (1955-1956). W pierwszych dniach sierpnia 1956 roku formacja pojechała na I Festiwal Muzyki Jazzowej w Sopocie. W niedługim okresie czasu od tego wydarzenia, muzyk porzucił szkołę przez co musiał odbyć zasadnicza służbę wojskową. Jednostka do której go przydzielono, mieściła się w miejscu jego zamieszkania – tam też grał w orkiestrze wojskowej. W tym okresie poznał swoją przyszłą żonę i dzięki jej pomocy zdał maturę. Po odbyciu służby wojskowej powrócił do grania jazzu. W lecie, gdy występował w ośrodkach wczasowych nad morzem, usłyszano go i w efekcie zaangażowano do występów na promie pływającym do Szwecji. W późniejszym okresie grywał w skandynawskich klubach i na pokładach dużych statków płynących dookoła świata (pianista był w ponad stu krajach, a także spisał swe podróże i odnotował porty), gdzie wykonywał muzykę rozrywkowo-taneczną w tym aktualne przeboje, a także standardy jazzowe i miniatury fortepianowej muzyki klasycznej. Grał głównie na fortepianie, lecz także na organach Hammonda. W latach 1975–1977 był klawiszowcem rockowej grupy Romuald & Roman z którą dokonał nagrań radiowych i 17 lutego 2001 roku wziął udział w pierwszym po latach koncercie zespołu, który odbył się w nieistniejącym już klubie Stajnia 8a we Wrocławiu.

## Życie prywatne
Mąż Benedykty, ojciec Agaty. Był dumny z jej talentu plastycznego, podobnie jak takiego talentu jej męża i takiego talentu wnuka – powiedział jego brat Ryszard Stemplowski. 